# Cacodaemon satanas
Cacodaemon satanas is een keversoort uit de familie zwamkevers (Endomychidae). De wetenschappelijke naam van de soort werd in 1856 gepubliceerd door Carl Gustaf Thomson.